# Coppa di Lega Italo-Inglese 1969
La Coppa di Lega Italo-Inglese 1969 fu la 1ª edizione dell'omonima competizione. Venne vinta dalla Swindon Town.

## Avvenimenti
Giocarono la Coppa di Lega Italo-Inglese 1969 la Roma, vincitrice della Coppa Italia, e lo Swindon Town, vincitore della Coppa di Lega inglese. Nella doppia finale gli inglesi dello Swindon Town persero allo Stadio Olimpico di Roma per 2-1 e s'imposero per 4-0 allo Stadio County Ground.

## Tabellino

### Andata
| Roma 27 agosto 1969                                                        | Roma      | 2 – 1 referto | Swindon Town | Olimpico |
| \| \| \| \| \| Enzo 43’ (rig.) Cappellini 66’ \| Marcatori \| 52’ Noble \| |           |               |              |          |
|                                                                            |           |               |              |          |
| Enzo 43’ (rig.) Cappellini 66’                                             | Marcatori | 52’ Noble     |              |          |

| Roma | Swindon Town |

|                 |    |                      |  |
|                 |    |                      |  |
|                 | 1  | Alberto Ginulfi      |  |
|                 | 2  | Luciano Spinosi      |  |
|                 | 3  | Francesco Carpenetti |  |
|                 | 4  | Elvio Salvori        |  |
|                 | 5  | Francesco Cappelli   |  |
|                 | 6  | Sergio Santarini     |  |
|                 | 7  | Joaquín Peiró        |  |
|                 | 8  | Renato Cappellini    |  |
|                 | 9  | Franco Cordova       |  |
|                 | 10 | Fabio Enzo           |  |
|                 | 11 | Fabio Capello        |  |
| Allenatore:     |    |                      |  |
| Helenio Herrera |    |                      |  |

|               |    |                  |     |
|               |    |                  |     |
|               | 1  | Downsborough     |     |
|               | 2  | Rod Thomas       |     |
|               | 3  | John Trollope    |     |
|               | 4  | Joe Butler       |     |
|               | 5  | Frank Burrows    |     |
|               | 6  | Stan Harland     |     |
|               | 7  | Arthur Horsfield | 72’ |
|               | 8  | Roger Smart      |     |
|               | 9  | John Smith       |     |
|               | 10 | Peter Noble      |     |
|               | 11 | Don Rogers       |     |
| Sostituzioni: |    |                  |     |
|               | 14 | Chris Jones      | 72’ |
| Allenatore:   |    |                  |     |
| Fred Ford     |    |                  |     |

### Ritorno
| Swindon 10 settembre 1969                                           | Swindon Town | 4 – 0 referto | Roma | County Ground |
| \| \| \| \| \| Horsfield 5’, 70’, 89’ Rogers 72’ \| Marcatori \| \| |              |               |      |               |
|                                                                     |              |               |      |               |
| Horsfield 5’, 70’, 89’ Rogers 72’                                   | Marcatori    |               |      |               |

| Swindon Town | Roma |

|             |    |                  |  |
|             |    |                  |  |
|             | 1  | Downsborough     |  |
|             | 2  | Rod Thomas       |  |
|             | 3  | John Trollope    |  |
|             | 4  | Joe Butler       |  |
|             | 5  | Mick Blick       |  |
|             | 6  | Stan Harland     |  |
|             | 7  | John Smith       |  |
|             | 8  | Arthur Horsfield |  |
|             | 9  | Roger Smart      |  |
|             | 10 | Peter Noble      |  |
|             | 11 | Don Rogers       |  |
| Allenatore: |    |                  |  |
| Fred Ford   |    |                  |  |

|                 |    |                      |     |
|                 |    |                      |     |
|                 | 1  | Alberto Ginulfi      |     |
|                 | 2  | Luciano Spinosi      |     |
|                 | 3  | Francesco Scaratti   |     |
|                 | 4  | Francesco Carpenetti |     |
|                 | 5  | Aldo Bet             |     |
|                 | 6  | Sergio Santarini     |     |
|                 | 7  | Joaquín Peiró        |     |
|                 | 8  | Fabio Enzo           | 46’ |
|                 | 9  | Fausto Landini       | 66’ |
|                 | 10 | Fabio Capello        |     |
|                 | 11 | Franco Cordova       |     |
| Sostituzioni:   |    |                      |     |
|                 | 14 | Giorgio Braglia      | 46’ |
|                 | 15 | Elvio Salvori        | 66’ |
| Allenatore:     |    |                      |     |
| Helenio Herrera |    |                      |     |